# Barra da Estiva
Barra da Estiva est une municipalité brésilienne de l'État de Bahia et la microrégion de Seabra.